# 文庙 (西宁市)
文庙，位于中国青海省西宁市城中区文化街，为第一批青海省文物保护单位，公布日期为1956年8月3日，类型为古建筑。
文庙的历史年代为明。